# كرسي متحرك

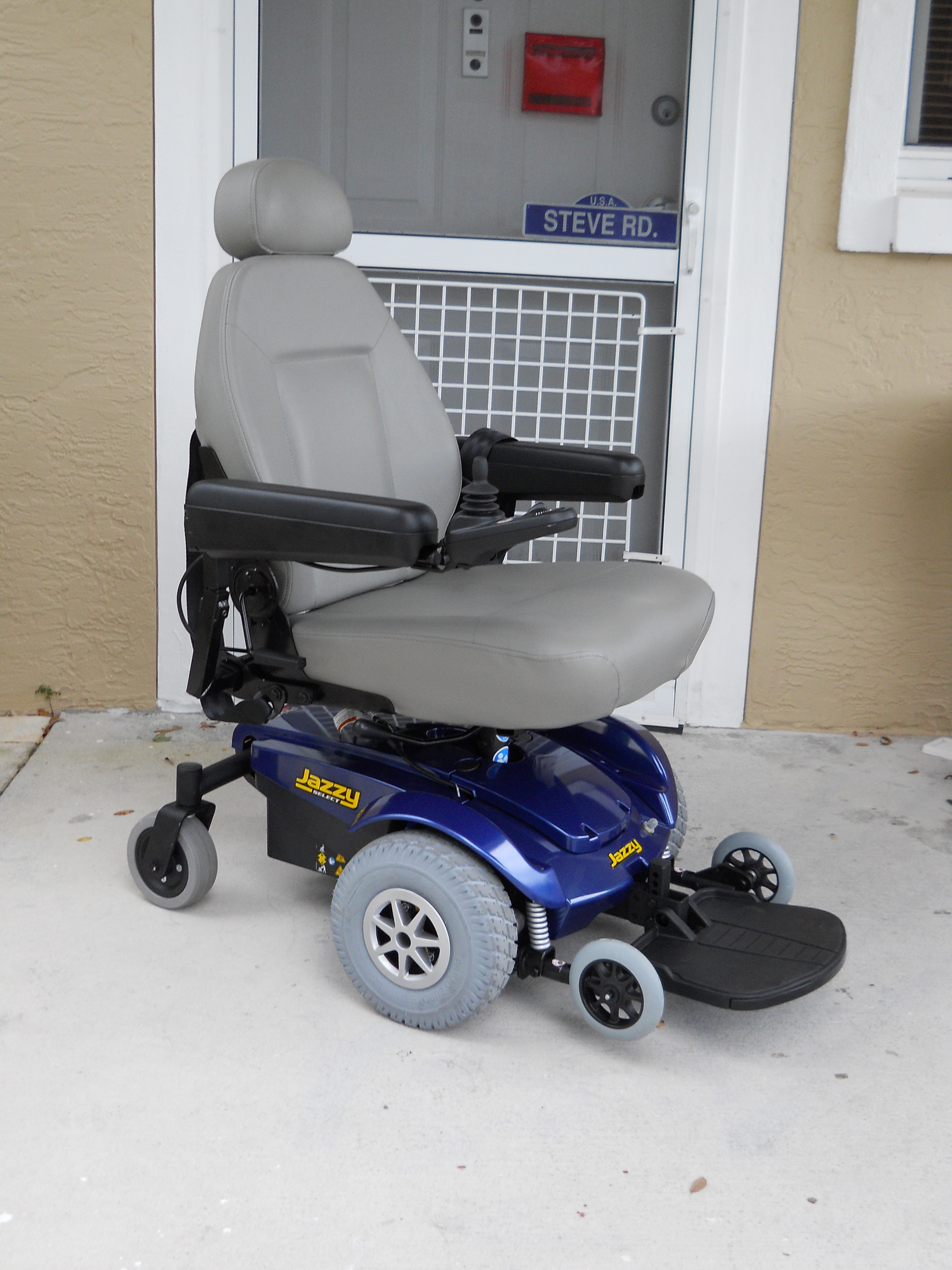
كرسي متحرك يعمل ببطارية

الكرسي المتحرك وهو كرسي مع عجلات، صمم ليكون بديلا للمشي. لتثبيت وتصحيح وضع الجلوس لجسم المعاق أو المريض في شكل صحي لكي يستخدمه للتنقل من مكان إلى آخر، وهذا النوع من نظام الجلوس يعد على حساب مقاييس خاصة لكل فرد بشكل يوفر الراحة الكاملة له والحد من تطور أعراض الإعاقة.

## تاريخ
يرجع تاريخ هذا الابتكار إلى العصر الحجري، عندما اكتشفت العجلات والكراسي، وأول نسخة بدائية منه ابتكرها الإغريق في عام 350 قبل الميلاد، عندما أضافوا العجلات لكرسي متحرك لحمل الأطفال. وفي القرن الثالث، استخدم الصينيون عربات مدولبة لنقل المعاقين والمرضى، ولم يختلف هذا الابتكار كثيراً عن نظيره اليوم. لم يكن هنالك إجماع حول المبتكر الحقيقي للكرسي المتحرك للكبار، فمنهم مَن يقول إن ابتكاره يعود إلى الألماني ستيفن فارفلير، عام 1655م، وهو صانع ساعات ثري أصيب بشلل سفلي، وهو لا يزال في 22 من عمره، وقد صنع لنفسه كرسياً بثلاث عجلات يدفعها بنفسه، بينما يرجع الآخرون فضل اكتشافه إلى جون داوسون من مدينة باث الإنجليزية في عام 1783م، وسمّى كرسيه المتحرك الحديث «باث» وهو مزوّد بعجلتين كبيرتين خلفيتين واثنتين أماميتين أصغر حجماً، وقد تصّدر قائمة المبيعات في بريطانيا آنذاك.
```
لقد أدخلت عديد من التعديلات على كرسي باث لجعله أكثر راحة، فقد استمر المبتكرون بإضافة معدات أخرى عليه كالعجلات المطاطية المجوفة، وإطارات الدفع لتسهيل دفعها من قبل الشخص الجالس عليه. وفي التسعينيات من القرن الماضي، استعملت أول «عجلات برمقية» في الكراسي المتحركة في 1916م، وتم تصنيع أول كرسي متحرك يعمل بالماكنة في لندن. مرّ هذا الابتكار بسلسلة طويلة من التطويرات التي لم تتوقف إلى اليوم، ففي 1932م، صنع المهندس هاري جينينجز أول كرسي متحرك قابل للطي لصديقه المقعد هيربرت إيفرست. وتعاون الصديقان في تأسيس شركة باسميهما استطاعت أن تُغني سوق الكراسي المتحركة بعديد من التصاميم ولسنوات عدة، ولكنها اضطرت إلى مواجهة المحاكم البريطانية لغلاء أسعار منتجاتها. وفي 1968م، ابتكر آلان ثييم من ولاية ميشجان الأمريكية الدراجة المتحركة وبناها في منزله لمساعدة أحد أقربائه وهو مصاب بتصلبات جسدية متعددة، وأحدث هذا الابتكار ثورة هائلة في صناعة الدراجات بعد ذلك. ومن المدهش أن المبتكر ديين كامير، الذي اخترع الدراجة العمودية المتطورة ذات العجلتين (Segway) هو أيضاً مَن ابتكر أحدث كرسي متحرك في العالم اليوم وهو الـ«آي بوت» (iBot). يستطيع هذا الكرسي العجيب والغريب الشكل أن يتسلق درجات السلالم، وبفضل شكله الفريد من نوعه، يستطيع أن يرتفع عن الأرض ليكون الجالس عليه بنفس مستوى نظر الشخص الواقف لتسهيل التواصل الاجتماعي والحديث بين الجالس والواقف، ولكن بسبب سعره المغالى به (26 ألف دولار أمريكي للكرسي) خرج هذا الكرسي العجيب من تنافس السوق لانخفاض الطلب عليه. 
```

وبفضل تقدم العلوم والتكنولوجيا، تطورت الكراسي المتحركة وظهر منها عديد ما يناسب مختلف الرياضيات الحديثة كالكرة الطائرة والسلة للمعاقين وحتى كرة الطائرة الساحلية من خلال ابتكار كراسي متحركة خاصة (JoB) تستطيع السير والحركة على الرمال من غير أن تغوص فيها! يعد الكرسي المتحرك من أكثر المخترعات التي لا تزال في طور التطوير فهناك المئات من الابتكارات لمساعدة المعاقين تقدم سنوياً للموافقة عليها في الولايات المتحدة فقط، وكلها تسعى إلى تعزيز روح الحرية والانطلاق والاستقلالية لدى المقعدين عن الحركة.

## وصلات خارجية
http://www.wheelchairnet.org/WCN_WCU/SlideLectures/Sawatzky/WC_history.